# Девиця (Липецька область)
Девиця (рос. Девица) — село в Усманському районі Липецької області Російської Федерації.
Населення становить 1762  особи. Належить до муніципального утворення Дівицька сільрада.

## Історія
З 13 червня 1934 до 1954 року у складі Воронезької області. Відтак входить до складу Липецької області.
Згідно із законом від 2 липня 2004 року №114-оз органом місцевого самоврядування є Дівицька сільрада.

## Населення
| 2010 | 2011  |
| ---- | ----- |
| 1761 | ↗1762 |